# Breitbandschleifmaschine

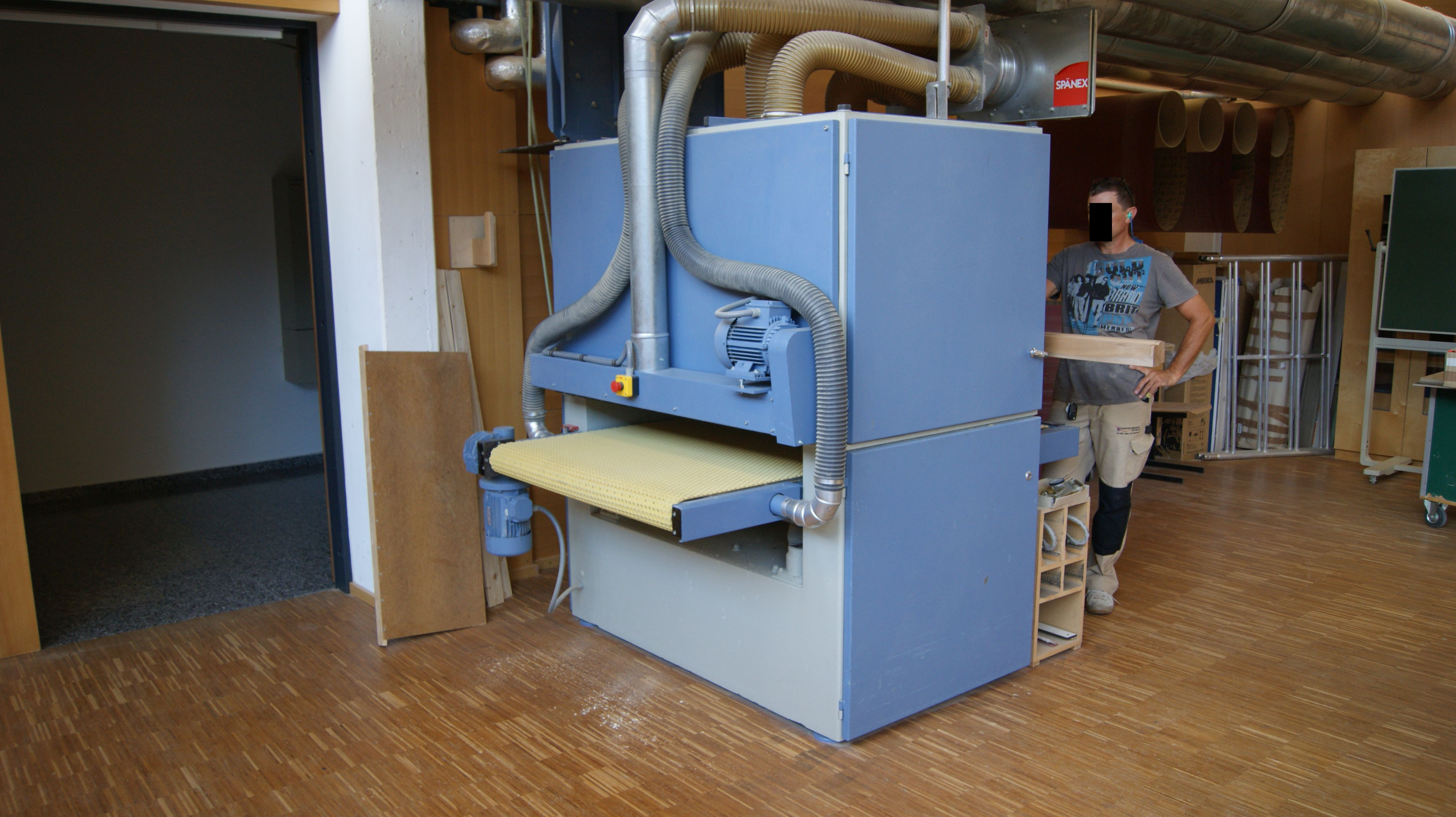
Breitbandschleifmaschine

Eine Breitbandschleifmaschine ist eine in Industrie und im Handwerk verwendete Holz- und Metallbearbeitungsmaschine. Mit dieser Schleifmaschine können Kalibrierarbeiten, dem Schleifen auf eine voreingestellte, gleichmäßige Werkstückdicke, sowie Vor- und Feinschliffarbeiten ausgeführt werden.

## Aufbau
Im Maschinenkörper läuft ein endloses Schleifband mit einer Breite bis circa 2000 mm. Darunter befindet sich ein in der Höhe verstellbarer Tisch mit Transportband für die Werkstücke. Das Schleifband der Maschine läuft über mindestens zwei Rollen. Für die Spannung im Schleifband wird eine der Rollen pneumatisch oder hydraulisch bewegt. Eine andere Rolle wird von einem Elektromotor angetrieben. Das Schleifband wird durch die Rollen zentriert und der Prozess des Schleifens erfolgt kraftgesteuert. Je nach Ausführung erfolgt der Schleifdruck durch eine gummibeschichtete Stahlwalze oder verschiedene Druckbalken bzw. -schuhe. Bei den meisten Maschinen oszillieren die Schleifbänder, um gleichmäßigere Abnutzung der Bänder zu erreichen.
Der Anpressdruck des Schleifbandes und die Lage des Auflagetisch können starr oder federnd eingestellt werden, um entweder eine gleichmäßige Dicke beim Kalibrieren oder einen an die Werkstücke angepassten Schleifvorgang beim Kontaktschleifen zu erreichen.
Durch zusätzliche Einrichtungen und Aggregate können mit entsprechender Steuerung verschiedene Oberflächeneffekte erzeugt werden.
Zur Schleifband- und Werkstückreinigung gibt es in den Maschinen Abblass- und Absaugeinrichtungen.

## Einsatz
Breitbandschleifmaschinen werden in der Holzverarbeitung zum einen zur Kalibrierung eingesetzt. Hiermit wird Plattenmaterial wie Span-, Tischler- oder MDF-Platten nach der Herstellung auf eine vorgegebene Dicke geschliffen, um einheitliche Abmessungen und Oberflächengüte zu erzielen. Vor der Weiterverarbeitung werden Werkstücke kalibriert, um sie für das Furnieren oder Beschichten auf gleichmäßige Stärke zu bringen und von Verunreinigungen zu säubern, und um gewünschte Endmaße zu erreichen.
Ein weiteres Einsatzfeld ist das Kontakt- und Feinschleifen der Werkstücke vor der Oberflächenbehandlung, um die gewünschte Qualität zu bekommen und als Schliff zwischen mehreren Auftragsvorgängen.
Zum dritten kann durch die optionalen Zusatzeinrichtungen eine strukturierte Oberfläche wie beispielsweise Bürstenstruktur, sägerauhes und hobelartiges Aussehen oder ein altes Erscheinen produziert werden.

## Hersteller
- BIESSE führt unter anderen ihre VIET-Schleifgeräte zum Kalibrieren und Schleifen. VIET steht dabei für Zubehör, welche eine Energieeinsparung ermöglicht.
- Boere teilen ihre Produkte in Schleifen, Bürsten, Strukturieren und Metallschleifen ein.
- FELDER bietet als Teil ihres Gesamt Portfolios Breitbandmaschinen mit Profilmesser und Abweiser an.
- Heesemann: diverse Schleifmaschinen sowohl für die Industrie als auch das Handwerk.
- Holzmann
- Houfek hat in seiner Produktpalette sieben unterschiedliche Breitbandschleifer
- Die Hans Weber Maschinenfabrik produziert seit mehr als 100 Jahren Holz- und Metallschleifmaschinen für Industrie und Handwerk, individuell auf die Kundenanforderungen angepasst
- Costa Levigatrici stellt Kalibrier- und Schleifmaschinen für Handwerk und Industrie für Arbeitsbreiten von 350 mm bis 3.700 mm her.